# Ellery
Ellery è un comune degli Stati Uniti d'America (town), situato nello stato di New York, nella contea di Chautauqua.